# Eugene Perelshteyn
Eugene Perelshteyn (* als Jewgeni Michailowitsch Perelschtein (russisch Евгений Михайлович Перельштейн) am 2. Februar 1980 in Schytomyr, Ukrainische SSR) ist ein US-amerikanischer Schachgroßmeister sowjetisch-ukrainischer Herkunft.

## Leben
Perelshteyn begann im Alter von sieben Jahren mit dem Schachspiel und nahm im Alter von zehn Jahren erstmals an Turnieren teil. Sein Vater, Mikhail Perelshteyn (* 1956), ist ein FIDE-Meister und Schachtrainer. 1994 emigrierten sie in die USA. Eugene Perelshteyn wurde ein Schüler von Roman Dzindzichashvili und arbeitete auch mit Aleksander Wojtkiewicz zusammen. Perelshteyn nahm an Jugendweltmeisterschaften in verschiedenen Altersklassen teil: 1996 (U16, Platz 17), 1997 (U18, Platz 10), 1998 (U18, Platz 22), 1999 (U20, Platz 12) und 2000 (U20, Platz 31). 1997 erreichte Eugene Perelshteyn den Titel eines FIDE-Meisters und 2001 den eines Internationalen Meisters. Im Jahr 2000 gewann er mit 7 Punkten aus 9 Partien die Juniorenmeisterschaft der USA und erhielt 2001 die Samford Chess Fellowship, ein Stipendium für junge Schachtalente. 2003 gewann er das Turnier New York Generation (Kategorie 10) und erfüllte mit 6,5 Punkten aus 9 Partien eine Großmeisternorm. Nach zwei Jahren als Schachprofi nahm er sein Studium der Informatik an der University of Maryland, Baltimore County wieder auf und erreichte seinen Abschluss im Jahr 2004. Anschließend arbeitete er als Technical Support Engineer bei Symantec.
Auch als Schachspieler blieb er aktiv. Die letzte erforderliche Großmeisternorm erreichte er 2006 mit seinem geteilten 1. Platz beim Foxwoods Open. Im Jahr 2007 gewann er mit 6,5 Punkten aus 9 Partien den SPICE Cup in Lubbock (Kategorie 12), kam bei der Landesmeisterschaft 2008 in Tulsa auf den 4. Platz, gewann 2009 die B-Gruppe des SPICE Cup (Kategorie 10, nach Wertung vor Vinay Bhat und Ben Finegold), belegte den 2. Platz beim 49. Canadian Open 2012 und den geteilten 1. Platz beim Golden State Open 2016.
In der United States Chess League spielte er von 2005 bis 2015 für das Team Boston Blitz und erzielte 20,5 Punkte aus 34 Partien.
Seine beste Elo-Zahl 2555 erreichte er im Juli 2008.

## Schachautor und Trainer
Zusammen mit Lev Alburt und Roman Dzindzichashvili verfasste er zwei Bücher über Schacheröffnungen: Chess Openings for Black, Explained: A Complete Repertoire (2005, 2. Auflage 2009, ISBN 978-1-889323-18-3) und Chess Openings for White, Explained: Winning with 1. e4 (2006, 2. Auflage 2010, ISBN 978-1-889323-20-6). Er betreibt eine kostenpflichtige Website, ChessOpeningsExplained.com, auf der er die Bücher zum Download im PGN-Format anbietet und Updates zur Verfügung stellt. Er gilt als Experte der Beschleunigten Drachenvariante. Außerdem bietet er Lehrvideos auf der Website ichess.net und seit August 2015 eine kostenpflichtige Mobile App Chess Genie mit Taktikaufgaben bei Google Play an. 2022 veröffentlichte er zusammen mit Nate Solon das Buch Evaluate Like a Grandmaster (ISBN 9798831797893).

## Partiebeispiel
|   | a | b | c | d | e | f | g | h |   |
| 8 |   |   |   |   |   |   |   |   | 8 |
| 7 |   |   |   |   |   |   |   |   | 7 |
| 6 |   |   |   |   |   |   |   |   | 6 |
| 5 |   |   |   |   |   |   |   |   | 5 |
| 4 |   |   |   |   |   |   |   |   | 4 |
| 3 |   |   |   |   |   |   |   |   | 3 |
| 2 |   |   |   |   |   |   |   |   | 2 |
| 1 |   |   |   |   |   |   |   |   | 1 |
|   | a | b | c | d | e | f | g | h |   |

Die folgende Partie gewann Perelshteyn im März 2018 beim Open in Reykjavík, in dem er als Nummer 24 der Setzliste auf Platz 4 kam, gegen den ungarischen Großmeister Benjámin Gledura.
Perelshteyn-Gledura 1:0
Reykjavík, 13. März 2018
Wiener Partie, C29
1. e4 e5 2. Sc3 Sf6 3. f4 d5 4. fxe5 Sxe4 5. Df3 Sxc3 6. bxc3 Le7 7. d4 c5 8. Ld3 cxd4 9. cxd4 Da5+ 10. Ld2 Lb4 11. Td1 Lxd2+ 12. Txd2 Sc6 13. Se2 Sb4 14. 0–0 0–0 15. Sg3 Db6 16. c3 Sxd3 17. Txd3 Dg6 18. h3 Ld7 19. Te3 Dg5 20. Sh5 Tac8 21. Sf4 Le6 22. Df2 De7 23. Tg3 Kh8 24. Tf3 Tc7 25. Dg3 Tg8 26. Kh2 b5 27. De1 Tgc8 28. Tg3 Tc4 29. Tff3 b4 30. Sh5 bxc3 31. Txg7 Txd4 32. De3 Lg4 33. Dh6 Dxe5+ 34. Tg3 Lf5 35. Sf6 1:0